# ISO 7810
ISO 7810 (ISO/IEC 7810:2003) är en standard som definierar fyra format på id-kort ID-1, ID-2, ID-3 och ID-000.

## ID-1
Formatet ID-1 specificerar ett kort med storleken 85,60 × 53,98 mm (3,370 × 2,125 tum).
Formatet används bland annat på bankkort, kreditkort, digital-TV-kort och nyare svenska körkort.
Kortformatet sägs ofta vara enligt det gyllene snittet (1,618:1) men i verkligheten har det ett något lägre längd/breddförhållande nämligen 1,5858.

### Relaterade standarder
- ISO 7813 definierar ytterligare egenskaper för ID-1 kort såsom tjocklek av 0,76 mm och hörnens avrundning med radien 3,18 mm.
- ISO 7811 definierar datalagringsformat för ID-1 kort såsom reliefteckenformat och placering samt olika magnetlagringsformat.
- ISO 7816 definierar ID-1 kort med datachip, så kallade smartcard med bland annat kontaktytors placering och signalformat.

## ID-2
Formatet ID-2 specificerar ett kort med storleken 105 × 74 mm (4,134 × 2,913 tum). Denna storlek är det samma som papperstorleken A7 enligt ISO 216. Visum som klistras i passet brukar ha denna storlek. Franska id-kort och äldre svenska körkort har det också.

## ID-3
Formatet ID-3 specificerar ett kort med storleken 125 × 88 mm (4,921 × 3,465 tum). Denna storlek är det samma som papperstorleken B7 enligt ISO 216. 
Detta format är vanligt på olika länders pass.

## ID-000
Formatet ID-000 specificerar ett kort med storleken 25 × 15 mm. Detta format används på SIM-kort i de flesta av dagens mobiltelefontyper.